# Canto (música)

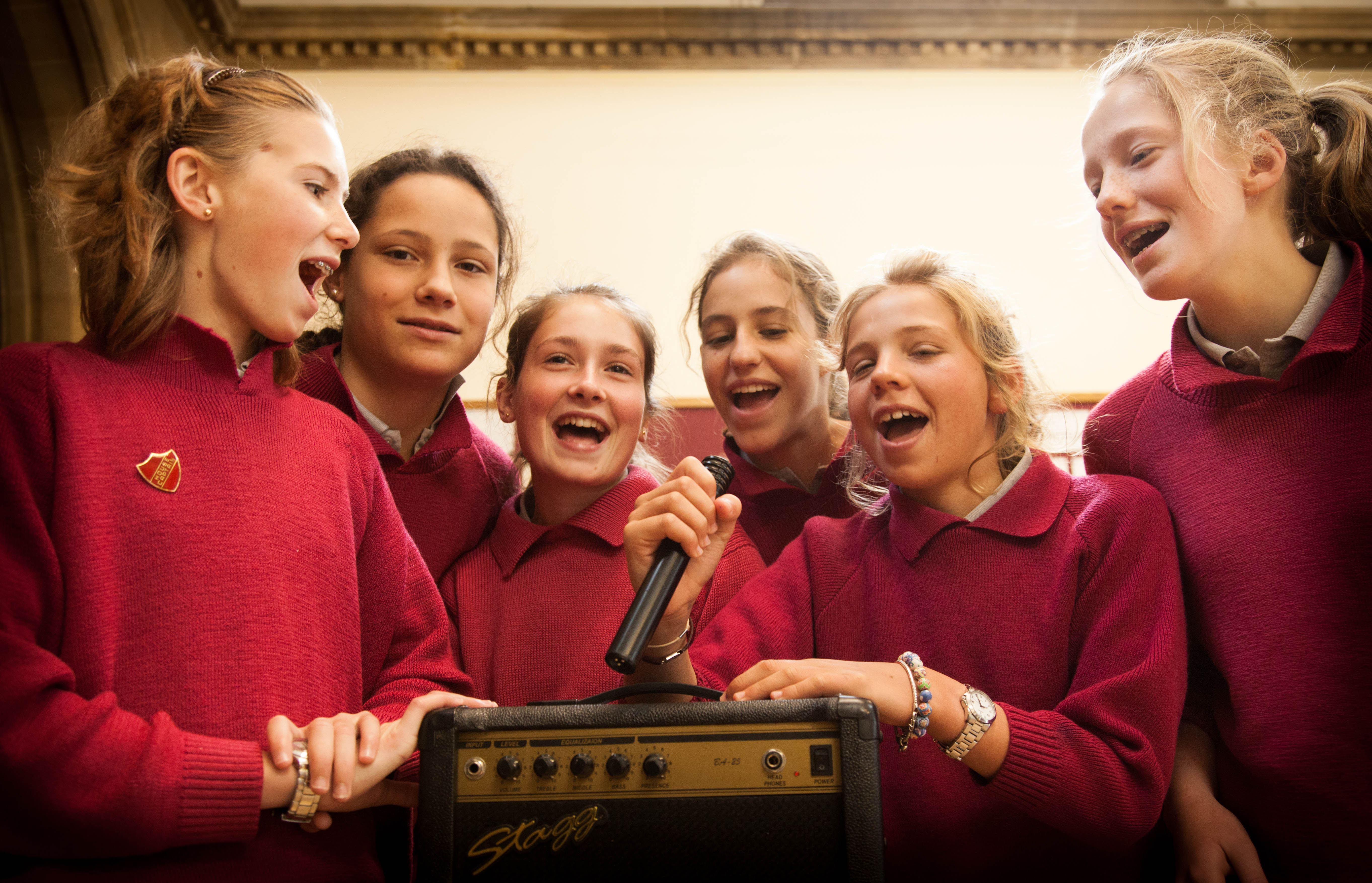
Grupo de garotas cantando

Canto é o ato de produzir sons musicais utilizando a voz, variando a altura de acordo com a melodia e o ritmo. Aquele que executa o canto ou, simplesmente, canta, é chamado de cantor (ou cantora). O cantor que está à frente de uma banda de música popular é, comumente, chamado de vocalista. Os cantores apresentam músicas, que podem ser cantadas com acompanhamento de instrumentos musicais ou a cappella. O canto pode ser praticado "solo" ou em duetos, trios, quartetos, etc. O cantor que canta "solo" é chamado de solista. Pode também ser praticado em grupo, como num coro em uníssono ou composto por diferentes naipes. Em muitos aspectos, o canto é uma forma de fala "sustentada". Pode ser formal ou informal, arranjado ou improvisado. Pode ser praticado por lazer, por ritual, na prática educacional ou profissionalmente. A excelência no canto requer tempo, dedicação, instrução e prática regular. Nesse caso, a voz fica mais clara, forte e maleável. Os cantores profissionais, normalmente, constroem suas carreiras num gênero específico, como erudito ou popular. Ensaiam, constantemente, com professores de canto, pianistas repassadores, "coaches" e regentes, ao longo da carreira.

## A voz humana
Em seu aspecto físico, o canto tem uma técnica bem definida que depende do uso dos pulmões, que agem como uma fonte de ar; do diafragma, que age como um fole; das pregas vocais, localizadas na laringe, que atuam como um instrumento de palheta, ao vibrar com a passagem do ar; do espaço interno da boca, tórax e cavidades da cabeça, que têm a função de um amplificador, como um tubo num instrumento de sopro; e da língua, que, juntamente com o palato, dentes e lábios, articulam e impõem consoantes e vogais ao som amplificado. Embora estes quatro mecanismos funcionem de forma independente, são, no entanto, coordenados no estabelecimento de uma técnica vocal e são feitos para interagir uns sobre os outros.
Durante a respiração passiva, o ar é inalado com a contração muscular do diafragma, enquanto a exalação ocorre sem nenhum esforço. A expiração pode ser auxiliada pelos músculos abdominais, intercostais e pélvicos inferiores. A inspiração é auxiliada pelo uso dos músculos intercostais externos, músculos escalenos e o esternocleidomastóideo.
O som da voz cantada de cada indivíduo é totalmente único, não só por causa da forma e tamanho real das pregas ou cordas vocais, mas também devido ao tamanho e forma do restante do corpo. Os seres humanos têm pregas vocais que podem afrouxar, apertar ou alterar a sua espessura e sobre as quais a respiração pode ser transferida sob pressões variadas. A forma do tórax e pescoço, a posição da língua, e a tensão dos músculos de outra forma não relacionados podem ser alterados. Qualquer uma destas ações podem causar mudança na altura, intensidade, timbre ou no volume do som produzido. O som também vibra dentro de diferentes partes do corpo e o tamanho e estrutura óssea de um individuo pode afetar o som produzido.
Cantores também podem aprender a projetar o som de maneira que ele ressoe melhor dentro do trato vocal. Isto é conhecido como ressonância. Outra grande influência na produção da voz cantada é a função da laringe que pode ser modificada de diferentes maneiras para produzir sons diferentes. Estes diferentes tipos da função laríngea são descritos como diferentes tipos de registros vocais.
Também, pesquisas científicas tem mostrado que uma voz mais potente pode ser obtida quando a mucosa das pregas é mais gordurosa e fluida. Quanto mais flexível é a mucosa, mais eficiente é o mecanismo de transferência de energia do corrente de ar para as pregas vocais.

### Registros vocais
Os registros vocais são conjuntos de características fisiológicas e acústicas que categorizam os sons das emissões vocais. Nos campos da fonoaudiologia e da pedagogia vocal há divergências sobre as terminologias dos registros vocais e o número de categorias. São encontrados, portanto, termos diferentes para as mesmas características. Tais classificações são determinadas com base na fisiologia da laringe e dos grupos musculares que atuam nela, além de padrões acústicos característicos de cada registro. No canto, os principais registros atuantes e termos popularmente utilizados são os registros de peito e de cabeça:
- Fry: também chamado de registro basal, pulso, pulsado, voz crepitante, strohbass ou creak voice (voz rangida em tradução livre). É o registro que apresenta as frequências mais graves da voz. Tem naturalmente pouco volume e é de fácil identificação perceptiva, pois durante sua emissão é possível ouvir os pulsos da vibração das pregas vocais, lembrando um som de porta rangendo, ou motor de barco. É usado no canto em estilos específicos como o rock, como ornamento vocal e também em exercícios de técnica vocal. Com relação à fisiologia, o som basal é produzido predominantemente pela contração do músculo tireoaritenóideo (TA) ao promover o encurtamento e a adução das pregas vocais, principalmente na porção membranosa, deixando a mucosa mais solta e flexível.[7]

- Registro de peito: Alguns estudiosos da voz também referem-se a este registro como "registro modal", mas este termo pode gerar confusões, por já ter englobado na obra de Harry Hollien,[8] professor emérito da Universidade de Califórnia, toda a gama de frequências da voz falada - o que, nos casos de pessoas com vozes mais agudas, também incluiria o "registro de cabeça". 
  - É popularmente chamado como "voz de peito", pois anteriormente acreditava-se que a ressonância deste padrão vocal ocorria na região torácica. Após os avanços tecnológicos que permitiram maior conhecimento da fisiologia laríngea, como com os exames de imagem laringoscopia e a videoestroboscopia, concluiu-se que tal registro, assim como todos os outros, é um fenômeno estritamente laríngeo, sendo a associação com a região do peito sinestésica e, portanto, subjetiva.
  - É o registro mais comum na qualidade sonora da voz falada, que se manifesta mais clara e confortavelmente quando se canta uma nota grave ou com volume aumentado, ou ambos. Neste registro, há maior dominância dos músculos tireoaritenóideos (TA), cuja contração forma uma configuração mais espessa das pregas vocais. Tal fenômeno também exige, neste registro, que a emissão vocal seja realizada com maior fluxo de ar, caracterizando um som mais forte. Apesar de se manifestar facilmente na região grave, a voz pode ser treinada, no caso dos cantores, para que alcance notas mais agudas também no registro de peito. É o que ocorre na técnica vocal utilizada por cantores do teatro musical, por exemplo, conhecida como Belting.

- Voz mista: Entre os registros de peito e de cabeça, há uma "região de passagem", também chamada de "região de quebra" em que as características sonoras se equilibram e os grupos musculares envolvidos atuam conjuntamente. Quando o cantor consegue cantar nesta região de forma equilibrada sem que haja "quebra" entre os dois registros, ou seja, sem troca brusca de sonoridade, estará passando pelo registro misto, também chamado de "mix". As "voz mista de peito" e "voz mista de cabeça" podem ser diferenciadas, aos ouvidos mais treinados, quando há predominância sonora e dos grupos musculares principais dos registros originais.

- Voz de cabeça: também chamada de "registro elevado". Assim como "voz de peito", o termo "voz de cabeça" tem origem no canto lírico e traz uma percepção subjetiva de que a ressonância deste registro ocorreria na região da cabeça. Fisiologicamente, entretanto, o fenômeno da emissão vocal ocorre especificamente na laringe. O que caracteriza acusticamente o som deste registro é a configuração muscular atuante nas pregas vocais. 
  - A voz de cabeça se manifesta mais naturalmente na execução de sons mais agudos e leves, sem a necessidade de muito fluxo de ar. Apesar desta ser a característica padrão, com treino e estudo da técnica vocal, é possível e desejável para cantores habilidosos a execução do canto na voz de cabeça pelas notas mais graves e suportando maior fluxo de ar, alcançando portanto, maior potência vocal e flexibilidade.
  - Neste registro, há maior predominância dos músculos cricotireóideos (CT), que atuam sobre a laringe inclinando a cartilagem tireóidea de modo a alongar as pregas vocais, deixando-as mais finas e permitindo a execução de notas agudas com mais facilidade.

- Falsete: Fisiologicamente e acusticamente, o chamado "falsete" se encaixaria no registro de cabeça quando a classificação for entendida com base na predominância dos músculos cricotireóideos. Para alguns estudiosos da voz, entretanto, o falsete é colocado como uma outra categoria de registro por apresentar uma diferença: uma fenda fisiológica, ou seja uma separação das pregas vocais durante a produção do som que não ocorre por problemas, mas que faz parte do mecanismo, que no caso dos homens é bem mais perceptível do que nas mulheres. Tal fenômeno só é observado via exame clínico, o que dificulta a diferenciação entre falsete e voz de cabeça.[9]

### Ressonância vocal

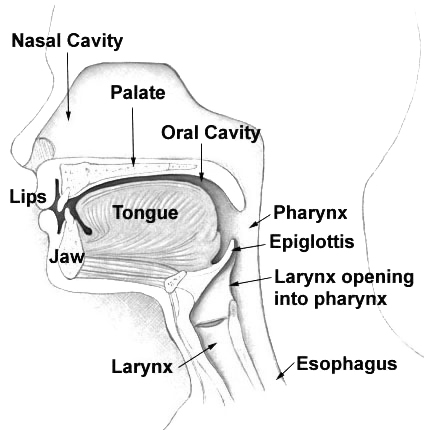

Ressonância vocal é o processo pelo qual o produto básico da fonação é enriquecido em timbre e/ou intensidade pelas cavidades por onde o ar passa em seu caminho para o exterior. Vários termos relacionados com o processo de enriquecimento da ressonância incluem amplificação, ampliação, melhoria, intensificação e prolongamento, embora, a rigor, as autoridades científicas questionam a maioria deles. O principal ponto a ser extraído desses termos por um cantor ou orador é que o resultado final da ressonância é, ou deveria ser, fazer um som melhor. Há sete regiões do corpo humano que podem ser listadas como possíveis ressonadores vocais. Na sequência do mais baixo para o mais alto, a saber: o tórax, a árvore traqueal, a própria laringe, a faringe, a cavidade oral, cavidade nasal e seios da face.

### Classificação da voz cantada
Na música clássica europeia e na ópera, as vozes são tratadas como instrumentos musicais. Os compositores que escrevem música vocal devem entender das habilidades, talentos e propriedades vocais de cada cantor. A classificação vocal é o processo pelo qual as vozes humanas são avaliadas e, então, categorizadas em tipos de voz. Tais qualidades incluem, mas não são limitadas a: Extensão vocal, peso vocal, tessitura vocal, timbre vocal e notas de passagem. Outras considerações são características físicas, nível de fala, testes científicos e registro vocal. A ciência por trás da classificação vocal desenvolvida na música clássica europeia tem sido muito lenta para se adaptar às formas modernas do canto. A classificação vocal é usada, frequentemente, em ópera para associar possíveis papéis a determinadas vozes. Existem atualmente vários sistemas diferentes em uso na música clássica, como o sistema alemão Fach e o sistema musical coral, dentre outros. Nenhum sistema é universalmente aceito ou aplicado.
No entanto, a maioria dos sistemas de música clássica reconhece seis diferentes categorias principais de voz. Tanto os homens quanto as mulheres são divididos, normalmente, em três categorias. As mulheres podem ser sopranos, meio-sopranos ou contraltos. Os homens, por sua vez, podem ser tenores, barítonos ou baixos. Se um homem (tenor, barítono ou baixo), utiliza, principalmente, sua voz de falsete para cantar, ele é chamado de contratenor. Dentro dessas categorias principais, existem várias sub-categorias que identificam qualidades vocais específicas como a facilidade para coloraturas e o peso vocal, para diferenciar as vozes.
Deve-se notar que, dentro da música coral, as vozes dos coristas são, na maioria das vezes, classificadas apenas pela extensão sem levar em conta a tessitura. A música coral, comumente, divide as partes vocais em vozes agudas e graves, por sexo (SCTB, ou soprano, contralto, tenor e baixo). Como resultado, a situação típica do coral proporciona muitas oportunidades para erro de classificação. Considerando que a maior parte das pessoas têm voz média (barítono ou meio-soprano), são designadas a elas partes muito agudas ou muito graves para elas; os meio-sopranos devem cantar soprano ou contralto e os barítonos devem cantar tenor ou baixo. Em todos os casos o corista poderá ter problemas, apesar de haver menos problema em cantar muito grave do que muito agudo.

## Benefícios para a saúde
Estudos científicos sugerem que o canto pode ter efeitos benéficos na saúde humana. Um estudo preliminar, baseado em dados de entrevistas feitas a estudantes de canto coral, detectou benefícios perceptíveis que incluem aumento da capacidade pulmonar, melhoria de humor, redução de estresse, assim como benefícios sociais e mentais. Entretanto, um estudo da capacidade pulmonar muito anterior comparou profissionais com treinamento vocal com profissionais sem treinamento e não observou nenhum aumento da capacidade pulmonar. O canto pode influenciar positivamente o sistema imunológico por meio da redução do estresse. Outro estudo concluiu que tanto o canto coral quanto a audição de música coral reduz o nível de hormônios de estresse e aumenta a função imunológica. Uma colaboração multinacional para estudar a conexão entre o canto e a saúde foi estabelecida em 2009, denominada Advancing Interdisciplinary Research in Singing (AIRS).

### Música artística
- A cappella
- Ária
- Bel canto
- Chanson
- Coro (música)
- Ópera
- Canto difônico
- Recitativo
- Cantautor
- Sprechgesang
- Canto gutural
- Iodelei

### Outras músicas
- Beatbox
- Belting
- Vocal gutural
- Bocca chiusa
- Rap
- Screaming
- Vocoder